# Spoorlijn Pia - Baixas
De spoorlijn Pia - Baixas was een Franse spoorlijn van Pia naar Baixas, de lijn was 10,0 km lang.

## Geschiedenis
De lijn werd in 1910 geopend door de Compagnie des chemins de fer des Pyrénées-Orientales. Tot 1939 was er personenvervoer en. Tot 1951 was er goederenvervoer van met name wijn, daarna is de lijn volledig opgebroken.

## Aansluitingen
In de volgende plaats was er een aansluiting op de volgende spoorlijn:
Pia
lijn tussen Perpignan - Le Barcarès